# 暴劫梨花
《控訴》（英語：The Accused）是一部1988年的美国法律劇情電影，由乔纳森·卡普兰执导，湯姆·托普爾编剧。這部電影由著名女演员茱迪·科士打和凯莉·麦吉利斯主演。
這部電影的場景設在华盛顿州，但實際上卻在加拿大的溫哥華製作。影片取材于1983年3月6日发生在马萨诸塞州新贝德福德的一起强奸案，受害人是雪莉·阿蘭霍。案件審訊的結果轟動全美国。本片也是好莱坞第一部直接描写强奸罪行的电影，還探討諸如指责受害人、厌女症及創傷後壓力症候群（PTSD）之類的話題。
這部電影於第39屆柏林國際電影節首映，並選定為正式競賽影片。
朱迪·福斯特因主演片中的强奸受害人莎拉·托比亞斯（Sarah Tobias）而获第61届奥斯卡奖最佳女主角奖，由于整部戲僅獲最佳女主角奖提名，而没有获得其它任何奖项提名，因此，本片也成为奥斯卡奖历史上继《三面夏娃 (電影)》（琼安·伍华德因该片获第30届奥斯卡最佳女主角奖）之後，再度仅凭最佳女主角奖单项提名而成功获得该奖项的电影。

## 故事概要
故事起始時間點為1987年4月18日，講述發生在美國的強姦案件：時年27歲的莎拉·托比亞斯是名女服務生，然而她不幸地在當地一間酒吧遭遇三名男子當眾輪姦施暴，更甚著有幾名旁觀顧客在場歡呼吆喝。地區助理检查官凱瑟琳·墨菲受指派負責該案件，儘管案發時有明確有力的物證證實了莎拉遭受強暴的遭遇，但是凱瑟琳認為倘若案件進入審判階段，莎拉曲折的過去還有在輪暴事件發生前與酒吧男子的調情行為，將導致莎拉無法成為可靠的證人，於是凱瑟琳決定採用認罪協議的方案，允許三名強姦犯承認輕率危害他人罪（不涉及性犯罪的重罪），併入獄九個月。凱瑟琳的決策引起莎拉的憤怒與感受到遭背叛，原因是莎拉她希望有機會講述自己的故事。
案發幾個月後，莎拉在停車場受到一名目睹並慫恿她被強暴的男子騷擾，她為了反擊對方選擇駕駛自己的車輛，撞上了他的卡車，但亦因此受傷住院。聽聞此事的凱瑟琳因為沒有讓莎拉選擇將她的案件送交審判、並向強姦犯提供認罪協議而感到內疚，決定不再消極作為，凱瑟琳決定以刑事教唆罪起訴那些在莎拉襲擊期間鼓掌歡呼的男子，這意味著如果罪名成立，強姦案將被記錄在案，認罪協議無效，強姦者將被監禁5年。
隨著案件進入審判階段，莎拉終於能夠針對輪暴事件當晚發生的事情作證。與此同時，凱瑟琳在仔細研究證據的過程中，發現了一盤 911 電話的錄音檔案，該錄音檔案中顯示一名年輕男子向911專線通報了莎拉當晚被三名男子輪暴的情況。凱瑟琳發現致電報案者是一名大學生肯尼斯·喬伊斯，事發當晚他就在酒吧，向肯尼斯約談此事進行調查。起初肯尼斯不太情願，但是他最終同意為檢方作證，講述了被告在強姦犯凌辱莎拉時如何在場歡呼和刺激犯人。最終審判結果，這三名男子被判犯有教唆犯罪罪，為此強姦犯將在監獄中服刑，而莎拉則因為凱瑟琳、肯尼斯等人的幫助終如願贏得這場官司，偕同凱瑟琳離開法庭。
影片結尾的字幕顯示：「在美國，每六分鐘就會發生一起強暴案。四分之一的強暴受害者遭到兩名或兩名以上攻擊者的攻擊」。

## 演员表
- 凯莉·麦吉利斯饰演地区助理检查官凱瑟琳·墨菲（Kathryn Murphy）
- 朱迪·福斯特饰演受害人莎拉·托比亞斯（Sarah Tobias）
- 伯尼·库尔森（英语：Bernie Coulson）饰演Ken Joyce
- 利奥·罗西饰演Cliff "Scorpion" Albrect
- Ann Hearn饰演Sally Fraser
- 卡门·阿尔真齐亚诺（英语：Carmen Argenziano）饰演地区检查官Paul Rudolph
- 史蒂夫·安廷（英语：Steve Antin）饰演Bob Joiner
- 汤姆·奥布赖恩（英语：Tom O'Brien (actor)）饰演Larry
- Peter Van Norden饰演律师Paulsen
- 特里·大卫·马利根（英语：Terry David Mulligan）饰演Duncan中尉
- 伍迪·布朗（英语：Woody Brown (actor)）饰演Danny
- 斯科特·波林（英语：Scott Paulin）饰演律师Ben Wainwright
- Kim Kondrashoff饰演Kurt

## 制作
本片的另外一位女主演凯莉·麦吉利斯也曾是一位强奸案的受害者。1982年，她在自己家中被一位名叫勒魯伊·約翰遜（Leroy Johnson）的在逃强奸犯攻击并强奸。这一经历让她有足够的勇气扮演片中的地区助理检查官凱瑟琳·墨菲（Kathryn Murphy）一角。强奸她的罪犯勒魯伊·約翰遜于2010年因其它罪行被判入狱50年。

## 原声带
- "I'm Talking Love" by Vanessa Anderson
- "At This Moment" by Billy Vera & The Beaters（英语：Billy Vera）
- "Kiss Of Fire" by 詹姆斯·哈曼（英语：James Harman）
- "Love To The Limit" by Only Child
- "Love In Return" by 吉娜·朔克（英语：Gina Schock）
- "Middle Of Nowhere" Gina Schock和万斯·德杰尼勒斯（英语：Vance DeGeneres）
- "Walk In My Sleep" by House of Schock（英语：Gina Schock）
- "Mojo Boogie" by 约翰尼·温特（英语：Johnny Winter）

## 评价
《控訴》上映后的电影票房总收入为3,207万8,318美元。影片广受好评，烂蕃茄网站上的新鲜度高达95%，另外影片还获得了第39届柏林国际电影节最高奖金熊奖的提名。